# Unwritten
Unwritten è l'album di debutto di Natasha Bedingfield, nonché quello più venduto finora. È uscito in due versioni, una per l'Europa ed una per gli Stati Uniti con due tracce inedite. Il primo singolo estratto doveva essere Single, ma in seguito venne scelto come singolo ufficiale "These Words", e "Single" riapparve per 4° singolo come riedizione.

## Tracce

### Edizione britannica
1. "These Words" (Natasha Bedingfield, Andrew Frampton, Steve Kipner, Wayne Wilkins) – 3:35
2. "Single" (Bedingfield, Frampton, Kipner, Wilkins) – 3:54
3. "I'm a Bomb" (Bedingfield, Frampton, Kipner, Wilkins) – 3:42
4. "Unwritten" (Bedingfield, Danielle Brisebois, Wayne Rodriguez) – 4:18
5. "I Bruise Easily" (Bedingfield, Frampton, Paul Herman, Wilkins) – 4:14
6. "If You're Gonna..." (Bedingfield, Frampton, Kipner, Wilkins) – 3:21
7. "Silent Movie" (Bedingfield, Guy Chambers) – 3:45
8. "We're All Mad" (Bedingfield, Brisebois, Nick Lashley) – 4:45
9. "Frogs & Princes" (Bedingfield, Frampton, Kipner, Wilkins) – 3:44
10. "Drop Me in the Middle" (featuring Bizarre from D12) (Bedingfield, Brisebois, Rodriguez, Rufus Johnson) – 4:15
11. "Wild Horses" (Bedingfield, Frampton, Wilkins) – 3:58
12. "Size Matters" (Bedingfield, Frampton, Kipner, Wilkins) – 3:23 —
13. "Peace of Me" (Bedingfield, Kara Dioguardi, Pat Leonard) – 3:42
  - "Sojourn" (traccia nascosta) (Bedingfield, O'Mahony, Keynes, Harwood) - ~ – 3:19

### Edizione internazionale
1. "These Words" (Natasha Bedingfield, Andrew Frampton, Steve Kipner, Wayne Wilkins) – 3:35
2. "Single" (Bedingfield, Frampton, Kipner, Wilkins) – 3:54
3. "I'm a Bomb" (Bedingfield, Frampton, Kipner, Wilkins) – 3:42
4. "Unwritten" (Bedingfield, Danielle Brisebois, Wayne Rodriguez) – 4:18
5. "I Bruise Easily" (Bedingfield, Frampton, Paul Herman, Wilkins) – 4:14
6. "If You're Gonna..." (Bedingfield, Frampton, Kipner, Wilkins) – 3:21
7. "Silent Movie" (Bedingfield, Guy Chambers) – 3:45
8. "We're All Mad" (Bedingfield, Brisebois, Nick Lashley) – 4:45
9. "Frogs & Princes" (Bedingfield, Frampton, Kipner, Wilkins) – 3:44
10. "Drop Me in the Middle" (featuring Bizarre from D12) (Bedingfield, Brisebois, Rodriguez, Rufus Johnson) – 4:15
11. "Wild Horses" (Bedingfield, Frampton, Wilkins) – 3:58
  - "Sojourn" (traccia nascosta) (Bedingfield, O'Mahony, Keynes, Harwood) - ~ – 3:19

### Edizione americana
1. "These Words (I Love You, I Love You)" (Bedingfield, Frampton, Kipner, Wilkins) – 3:36
2. "Single" (Bedingfield, Frampton, Kipner, Wilkins) – 3:55
3. "Unwritten" (Bedingfield, Brisebois, Rodriguez) – 4:15
4. "Silent Movie" (Bedingfield, Chambers) – 3:47
5. "Stumble" (Shelly Peiken, Greg Wells) – 3:36
6. "Peace of Me" (Bedingfield, Kara Dioguardi, Pat Leonard) – 3:42
7. "If You're Gonna ..." (Bedingfield, Frampton, Kipner, Wilkins) – 3:20
8. "Drop Me in the Middle " (featuring Estelle) (Bedingfield, Brisebois, Rodriguez, Estelle Swaray) – 3:43
9. "We're All Mad" (Bedingfield, Brisebois, Lashley) – 4:44
10. "I Bruise Easily" (Bedingfield, Frampton, Herman, Wilkins) – 4:13
11. "The One That Got Away" (Bedingfield, Frampton, Kipner, Michael Tafaro, Nathan Winkler) – 4:05
12. "Size Matters" (Bedingfield, Frampton, Kipner, Wilkins) – 3:25
13. "Wild Horses" (Bedingfield, Frampton, Wilkins) – 3:58
  - "Sojourn" (traccia nascosta) (Bedingfield, O'Mahony, Keynes, Harwood) – 3:19

- C'è anche disponibile un DualDisc dell'edizione americana, quali caratteristiche|lineamenti la musica riprende per ""These Words" " (Versione degli U.S.A.), "Single", e "I Bruise Easily", in aggiunta almaking of the video di "These Words" e un'intervista con Natasha.

### American re-issue
1. "These Words" (Bedingfield, Frampton, Kipner, Wilkins) – 3:36
2. "Single" ('06 Mix) (Bedingfield, Frampton, Kipner, Wilkins) – 3:55
3. "Unwritten" (Bedingfield, Brisebois, Rodriguez) – 4:15
4. "Silent Movie" (Bedingfield, Chambers) – 3:47
5. "I Bruise Easily" (Bedingfield, Frampton, Herman, Wilkins) – 4:13
6. "If You're Gonna ..." (Bedingfield, Frampton, Kipner, Wilkins) – 3:20
7. "Drop Me in the Middle " (featuring Estelle) (Bedingfield, Brisebois, Rodriguez, Estelle Swaray) – 3:43
8. "Peace of Me" (Bedingfield, Kara Dioguardi, Pat Leonard) – 3:42
9. "We're All Mad" (Bedingfield, Brisebois, Lashley) – 4:44
10. "Stumble" (Shelly Peiken, Greg Wells) – 3:36
11. "The One That Got Away" (Wamdue Pop Rocks Mix) (Bedingfield, Frampton, Kipner, Michael Tafaro, Nathan Winkler) – 4:05
12. "Size Matters" (Bedingfield, Frampton, Kipner, Wilkins) – 3:25
13. "Wild Horses" (Bedingfield, Frampton, Wilkins) – 3:58
  - "Sojourn" (traccia nascosta) (Bedingfield, O'Mahony, Keynes, Harwood) – 3:19

### Edizione giapponese
1. "These Words" (Bedingfield, Frampton, Kipner, Wilkins) – 3:36
2. "Single" (Bedingfield, Frampton, Kipner, Wilkins) – 3:55
3. "Unwritten" (Bedingfield, Brisebois, Rodriguez) – 4:15
4. "Silent Movie" (Bedingfield, Chambers) – 3:47
5. "Stumble" (Shelly Peiken, Greg Wells) – 3:36 — not on UK/International edition
6. "Peace of Me" (Bedingfield, Kara Dioguardi, Pat Leonard) – 3:42
7. "If You're Gonna ..." (Bedingfield, Frampton, Kipner, Wilkins) – 3:20
8. "Drop Me in the Middle " (featuring Estelle) (Bedingfield, Brisebois, Rodriguez, Estelle Swaray) – 3:43
9. "We're All Mad" (Bedingfield, Brisebois, Lashley) – 4:44
10. "I Bruise Easily" (Bedingfield, Frampton, Herman, Wilkins) – 4:13
11. "The One That Got Away" (Bedingfield, Frampton, Kipner, Michael Tafaro, Nathan Winkler) – 4:05 — not on UK/Int. edition
12. "Size Matters" (Bedingfield, Frampton, Kipner, Wilkins) – 3:25
13. "Wild Horses" (Bedingfield, Frampton, Wilkins) – 3:58
  - "Sojourn" (traccia nascosta) (Bedingfield, O'Mahony, Keynes, Harwood) – 3:19

Questa edizione presenta un opuscolo con le parole giapponesi.

## Classifiche

### Classifiche settimanali
| Classifica (2004) | Posizione massima |
| ----------------- | ----------------- |
| Australia         | 89                |
| Austria           | 31                |
| Belgio (Fiandre)  | 73                |
| Francia           | 111               |
| Germania          | 20                |
| Irlanda           | 4                 |
| Nuova Zelanda     | 31                |
| Paesi Bassi       | 16                |
| Regno Unito       | 1                 |
| Stati Uniti       | 26                |
| Svezia            | 14                |
| Svizzera          | 23                |

### Classifiche di fine anno
| Classifica (2004) | Posizione |
| ----------------- | --------- |
| Regno Unito       | 19        |
| Classifica (2005) | Posizione |
| Paesi Bassi       | 57        |
| Regno Unito       | 85        |
| Classifica (2024) | Posizione |
| Ungheria          | 96        |